# 萨拉·佩纳尔弗·佩雷拉
萨拉·佩纳尔弗·佩雷拉（西班牙語：Sara Peñalver Pereira，1999年8月26日—），西班牙女子羽毛球運動員。

## 簡歷
2017年11月，萨拉·佩纳尔弗·佩雷拉出戰挪威羽毛球國際賽，打進女子單打比賽四強。

## 主要比賽成績
只列出曾進入準決賽的國際賽事成績：
| 年份   | 賽事                       | 公開賽級別 | 項目     | 成績   |
| ------ | -------------------------- | ---------- | -------- | ------ |
| 2015年 | 歐洲青年羽毛球錦標賽       | 其他       | 混合團體 | 冠軍   |
| 2016年 | 歐洲羽毛球女子團體錦標賽   | 其他       | 女子團體 | 季軍   |
| 2017年 | 挪威羽毛球國際賽           | 國際系列賽 | 女子單打 | 準決賽 |
| 2018年 | 歐洲羽毛球女子團體錦標賽   | 其他       | 女子團體 | 季軍   |
| 2018年 | 保加利亞羽毛球國際賽       | 未來系列賽 | 女子單打 | 冠軍   |
| 2018年 | 斯洛文尼亞羽毛球未來系列賽 | 未來系列賽 | 女子單打 | 冠軍   |
| 2018年 | 威爾斯羽毛球國際賽         | 國際系列賽 | 女子單打 | 準決賽 |

| 2007-2017年 | 首要超級賽 | 超級賽 | 黃金大獎賽 | 大獎賽 | 國際挑戰賽 | 國際系列賽 | 未來系列賽 | 其他 |

| 2018-2026年 | 總決賽 | 超級1000賽 | 超級750賽 | 超級500賽 | 超級300賽 | 超級100賽 | 國際挑戰賽 | 國際系列賽 | 未來系列賽 | 其他 |